# Arsaber
Arsaber (en grec : Ἀρσαβήρ, de l'arménien Arshavir) est un noble byzantin qui tente sans succès de s'emparer du trône impérial en 808.

## Biographie
Arsaber est un noble d'origine arménienne avec le rang de patrice. Il sert comme questeur du palais sacré sous l'empereur Nicéphore Ier (802-811). En février 808, il prend la tête d'une conspiration avec plusieurs hauts dignitaires ecclésiastiques. Il est difficile de connaître les raisons exactes de cette alliance inhabituelle entre des fonctionnaires civils et des membres du clergé. Elle pourrait refléter les tensions au sein de l'élite byzantine face aux mesures fiscales rigoureuses de Nicéphore. En outre, sa politique religieuse et la promotion de Nicéphore Ier de Constantinople comme patriarche de Constantinople alors qu'il n'est qu'un simple laïc déplaît à plusieurs autorités religieuses. Quoi qu'il en soit, le complot est découvert. Les participants sont arrêtés, châtiés, leurs propriétés confisquées avant d'être exilés. Arsaber est tonsuré et exilé dans un monastère de Bithynie. Sa fille, Théodosia, est mariée au futur empereur Léon V l'Arménien. Ce dernier est durant un temps un favori de l'empereur Nicéphore avant d'être mis à l'écart, probablement en raison de ses liens avec Arsaber.